# ديماريوس بولدز
ديماريوس بولدز (بالإنجليزية: Demarius Bolds)‏ مواليد 6 مايو 1984 في إلينوي، هو لاعب كرة سلة أمريكي. بدأ مسيرته الاحترافية في سنة 2007. يبلغ طوله 6 قدم 4 بوصة (1.9 م).

## المسيرة الاحترافية
لعب مع نادي ليتكابليس لكرة السلة في موسم 2008–2009، ثم لعب مع لندن لايونز في موسم 2011–2012، ثم لعب مع نادي كولين لكرة السلة في موسم 2012–2013، ثم لعب مع نادي نفط الجنوب في موسم 2014–2015، ثم لعب مع الريان في سنة 2015.

## روابط خارجية
- ديماريوس بولدز على موقع كرة السلة الأوروبية.كوم (الإنجليزية)
- ديماريوس بولدز على موقع DraftExpress.com (الإنجليزية)
- ديماريوس بولدز على موقع ريلجم (الإنجليزية)
- ديماريوس بولدز على موقع بروبوليرز (الإنجليزية)